# Molophilus efferox
Molophilus efferox là một loài ruồi trong họ Limoniidae. Chúng phân bố ở miền Cổ bắc.